# Ferry: Die Serie
Ferry: Die Serie (Originaltitel: Ferry: De Serie) ist eine belgische Fernsehserie, die für den Streamingdienst Netflix erschaffen wurde. Sie stellt die Fortsetzung des Spielfilms Ferry dar und ist wie dieser ein Prequel der Krimi-Fernsehserie Undercover. Die Serie bezieht sich auf die titelgebende Figur, den Drogenboss Ferry, der erneut von Frank Lammers gespielt wird.

## Handlung
Nachdem Ferry Bouman in der im Film Ferry gezeigten Handlung seinen Boss getötet hat, zieht er aus Amsterdam in den Süden des Landes, wo er eine Beziehung mit Danielle Van Marken führt. Der Bruder seiner Partnerin stellt Ecstasy-Pillen her. Ferry steigt in das Geschäft mit ein, gerät jedoch schnell in finanzielle Probleme. Als die Polizei die Produktionsstätten des nordbelgischen Drogenkönigs Arie Tack entdeckt und dort eine Razzia durchführt, entsteht in der Region eine Versorgungslücke mit Ecstasy-Pillen. Dies ist besonders für einen örtlichen Motorradclub ein Problem, der eine Sendung mit einer Million Pillen nach Australien verschiffen will. Ferry sieht hier seine Chance gekommen, die Lücke zu füllen und an viel Geld zu kommen.

## Besetzung
| Darsteller           | Rolle                    | Deutscher Synchronsprecher |
| -------------------- | ------------------------ | -------------------------- |
| Frank Lammers        | Ferry Bouman             | Konstantin Graudus         |
| Elise Schaap         | Daniëlle van Marken      | Kristina von Weltzien      |
| Raymond Thiry        | John Zwart               | Bernd Vollbrecht           |
| Koen De Graeve       | Marco Grootaers          | Oliver Hörner              |
| Huub Smit            | Dennis de Vries          | Jacob Weigert              |
| Tim Haars            | Remco Engels             | Jonas Minthe               |
| Alice Reijs          | Sabien Grootaers         | Simona Pahl                |
| Tygo Gernandt        | Ricardo Delano           | Till Endemann              |
| Steef Cuijpers       | Arie Tack                | Bernd Stephan              |
| Poal Cairo           | Dimitri 'Dozer'Verhoeven | Tim Grobe                  |
| Renee Fokker         | Els Siegert              | Marion von Stengel         |
| Joël de Tombe        | Jacob van Marken         | Mark Seidenberg            |
| Kevin Janssens       | Jurgen van Kamp          | Ivo Möller                 |
| Yannick van de Velde | Lars van Marken          | Tim Kreuer                 |
| Dirk Roofthooft      | Mick de Boer             | Marek Erhardt              |

## Folgen
- 1: Members Only

Als der Drogenhersteller Arie Tack kurzfristig in Schwierigkeiten und auch Haft gerät, nimmt Ferry Kontakt zu dessen größten Kunden, der Motorradgang „Pusaka“, auf.  
- 2: Undercover

Ferry kommt nun seinerseits in Schwierigkeiten, da ihm die Zutaten fehlen. Es kommt zu dem riskanten Plan, sich hierzu bei dem konkurrierenden Drogenlabor  von Tack einzuschleichen, so den Ort ausfindig zu machen und es dann zu überfallen.
- 3: Für die Tonne

Ferry vergrößert sich und versucht seinen besten Freund, den bürgerlichen Friseurmeister Marco, ins Boot zu holen, damit dieser unauffällig Shampoo-Öle einkauft, die Ferry zum Drogenherstellung nutzen kann.
- 4: Bam, bam, bam

Aus einem Verfolgungswahn heraus begeht der drogenkonsumierende Lars einen Präventivschlag gegen Arie Tack, scheitert aber. 
- 5: Lang lebe der König

Bei einem Friedensangebot um Lars’ Angriff wieder gut zu machen, vermittelt durch Rockerboss Ricardo, wird Arie Tack von dem Rocker kaltblütig erschossen.
- 6: Ernüchterung

Marco wird aufgrund seiner Sassafrasöl-Käufe von der Polizei befragt. Ferry wird mit einem guten Angebot verführt, das Geschäft der Rocker zu verraten. Er besteht zwar diese „Prüfung“ ist aber wütend, als er es durchschaut. Daan erfährt von Ferrys Vergangenheit als Auftragsmörder und verlässt ihn.
- 7: Enttäuschung

Marco will seine Haut retten und will, auch auf Drängen seiner Frau Sabine, Ferry verraten. Daan, in ihrer Zuflucht bei Marcos und Sabine, belauscht das Ehepaar bei seinen Plänen.
- 8: Es war einmal in Brabant

Daan kehrt zu Ferry zurück und berichtet von Marcos Vorhaben. Zusammen mit John entledigt Ferry sich Marco und stellt kurz danach die Partnerschaft mit der Rockerbande auf neue Beine mit deutlich mehr Selbstbewusstsein.